# Аллея вдохновения
Аллея вдохновения (туркм. Ylham seýilgähi) — художественно-парковый комплекс, в центре Ашхабада. Парк расположен между двумя центральными проспектами столицы — Гёроглы и Махтумкули. Общая площадь — 57 000 м². На фоне вековых деревьев, вдоль искусственной реки, высажены новые саженцы, разбиты клумбы и цветочники, обустроены два кафе.

## Памятники
В парке вдоль дорожек размещены скульптурные композиции, изображающие выдающихся туркменских поэтов, мыслителей, учёных древности и современности.
Среди них — Сули, Абу Саид Майхани, Махмуд Замахшари, Аль Фараби, Махмуд ал-Кашгари, Абу Али ибн Сина, Бируни, Сарахси, Джаханшах, Аль-Хорезми, Шамсетдин Мервери, Махмуд Пальван, Неджметдин Кубра и Кази Ахмет.
Вторая часть парковой экспозиции посвящена выдающимся поэтам XI—XIX веков. В их числе — Ахмед Ясави, Юнус Эмре, Довлетммамед Азади, Зелили, Сеитназар Сейди, Кемине, Юсуф Хас Хаджиб Баласагуни, Несими, Физули, Алишер Навои, Омар Хайям, Нурмухаммед Андалиб, Молланепес, Аннаклыч Мятаджи, Абдурахманхан и Байрам-хан.
На аллее, посвященной выдающимся личностям современной истории Туркменистана, представлены бюсты Берды Кербабаева, Амана Кекилова, Беки Сейтакова, Кара Сейтлиева, Керима Курбаннепесова, Ата Коушутова, Нурмурада Сарыханова, Курбанназара Эзизова и других.

## Галерея

Памятник Кемине на «Аллее вдохновения»
Скульптурная композиция на «Аллее вдохновения»